# Petrovaradin

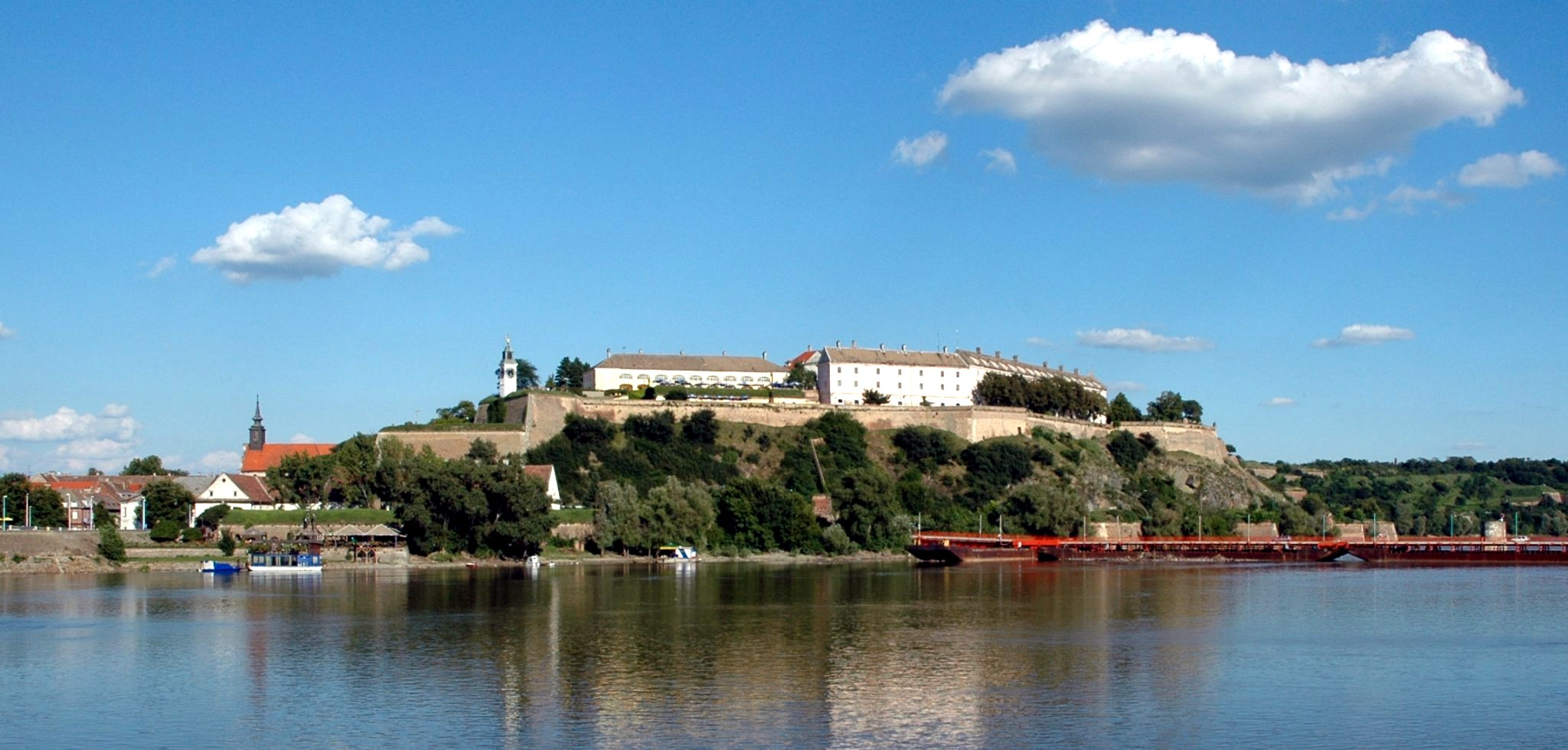
Fortaleza de Petrovaradin no Danúbio.

A Cidadela de Petrovaradin (Петроварадин) é uma fortaleza que faz parte da aglomeração urbana da cidade de Novi Sad, na Sérvia. Foi uma fortificação importante no Danúbio e local de uma das mais importantes batalhas históricas, quando Eugênio de Savoia invadiu o território otomano em 5 de agosto de 1716.
Era chamada de Cuso (Cusum) pelos romanos.